# حسین غیاثی
حسین غیاثی (زادهٔ ۱۸ اردیبهشت ۱۳۶۱) شاعر، نویسنده و ترانه‌سرای ایرانی است. او مدیرعامل شرکت «چنگ آوای کویر» است و در زمینهٔ تولید و نشر آثار موسیقایی فعالیت می‌کند. غیاثی علاوه بر تهیه‌کنندگی، مدیریت تولید و مدیریت هنری، در مقام ترانه‌سرا با هنرمندان موسیقی پاپ فارسی همکاری داشته‌ است. از جمله هنرمندانی که با او همکاری داشته‌اند می‌توان به فریدون آسرایی، شهاب رمضان، احسان خواجه‌امیری، علیرضا قربانی، محسن چاوشی، علیرضا عصار، سیامک عباسی، علی زندوکیلی، سعید شهروز، امیرعباس گلاب، سالار عقیلی، شهاب مظفری، حجت اشرف‌زاده، بهنام صفوی، کاوه یغمایی، رضا صادقی، محمد علیزاده، احمدرضا منصوری، محمدرضا علیمردانی، نیما رئیسی، اشکان خطیبی، کامران تفتی، رستاک حلاج و روزبه نعمت‌الهی اشاره کرد.
غیاثی تاکنون دو مجموعهٔ ترانه با عنوان‌های آدمفرشته و به دنیا اعتمادی نیست منتشر کرده‌است.

## تحصیلات
حسین غیاثی دوران تحصیل ابتدایی تا دبیرستان خود را در شهرستان راور واقع در استان کرمان گذراند. او دارای مدرک کارشناسی در رشتهٔ مهندسی نساجی و کارشناسی ارشد در رشتهٔ ادبیات فارسی است. تحصیلات خود را در مقطع دکتری در رشتهٔ زبان و ادبیات فارسی در دانشگاه کاشان به پایان رسانده‌است.

## ترانه‌شناسی
| ردیف | نام ترانه           | خواننده                       | آهنگ ساز                                | تنظیم                         | توضیحات                           |
| ---- | ------------------- | ----------------------------- | --------------------------------------- | ----------------------------- | --------------------------------- |
| ۱    | مسافر               | فریدون آسرایی                 | احسان خلقی                              | یاشا یثربی                    |                                   |
| ۲    | طاقت بیار           | فریدون آسرایی                 | فریدون آسرایی                           | یاشا یثربی                    |                                   |
| ۳    | شب روشن             | فریدون آسرایی                 | بهروز صفاریان                           | بهروز صفاریان                 |                                   |
| ۴    | ای عشق              | فریدون آسرایی                 | فریدون آسرایی                           | فرید فراز                     |                                   |
| ۵    | مادر سلام           | احمدرضا منصوری                | سعید رضایی                              | سعید رضایی                    |                                   |
| ۶    | دوستت دارم          | فریدون آسرایی                 | ابوالفضل فراز                           | ابوالفضل فراز                 |                                   |
| ۷    | سلام                | فریدون آسرایی                 | فریدون آسرایی                           | یاشا یثربی                    |                                   |
| ۸    | خداحافظ نگو         | فریدون آسرایی                 | فریدون آسرایی                           | یاشا یثربی                    |                                   |
| ۸    | ستاره               | فریدون آسرایی                 | فریدون آسرایی                           | امید محرم زاده                |                                   |
| ۹    | تو نیستی            | فریدون آسرایی                 | فریدون آسرایی                           | شایان کریمی                   |                                   |
| ۱۰   | آرزوم اینه          | فریدون آسرایی                 | بابک زرین                               | بهتاش زرین                    | تیتراژ برنامه نوروز فوتبالی       |
| ۱۱   | خوشبختم             | شهاب رمضان                    | سیروان خسروی                            | سیروان خسروی                  |                                   |
| ۱۲   | مث پاییزی و می ری   | شهاب رمضان                    | شهاب رمضان                              | سیروان خسروی                  |                                   |
| ۱۳   | اولین لبخند         | شهاب رمضان                    | شهاب رمضان                              | فرشاد فارسی                   |                                   |
| ۱۴   | رؤیای من            | شهاب رمضان                    | شهاب رمضان                              | نیما غفاری                    |                                   |
| ۱۵   | گذشته‌ها             | احسان خواجه‌امیری              | مهرداد نصرتی                            | هومن نامداری                  |                                   |
| ۱۶   | ثانیه               | احسان خواجه امیری             | احسان نی‌زن و فرشید ادهمی                | هومن نامداری                  |                                   |
| ۱۷   | باید برگشت          | احسان خواجه امیری             | علیرضا افکاری                           | سعید زمانی                    |                                   |
| ۱۸   | با تو ام            | احسان خواجه امیری             | مهرداد نصرتی                            | ایمان حجت                     |                                   |
| ۱۹   | شروع ناگهان         | علیرضا قربانی                 | علیرضا افکاری                           | علیرضا افکاری                 |                                   |
| ۲۰   | خیال خوش            | علیرضا قربانی                 | علیرضا افکاری                           | علیرضا افکاری                 |                                   |
| ۲۱   | هم گناه             | علیرضا قربانی                 | علیرضا افکاری                           | علیرضا افکاری                 |                                   |
| ۲۲   | تفنگ سر پر          | محسن چاوشی                    | محسن چاوشی                              | محسن چاوشی                    | قطعه ای از آلبوم پاروی بی‌قایق     |
| ۲۳   | من با توأم          | علیرضا عصار                   | علیرضا افکاری                           | سعید زمانی                    |                                   |
| ۲۴   | من انتخاب شدم       | سیامک عباسی                   | امیر عظیمی                              | امیر عظیمی                    |                                   |
| ۲۵   | خوبه حالِ من         | سیامک عباسی                   | امیر عظیمی                              | امیر عظیمی                    |                                   |
| ۲۶   | ببین چقد دوست دارم  | سیامک عباسی                   | آصف آریا                                | شجاعت شفیعی                   |                                   |
| ۲۷   | آخر پاییز           | سیامک عباسی                   | حسام ناصری                              | حسام ناصری                    |                                   |
| ۲۸   | عطر خاطره           | علی زند وکیلی                 | علیرضا افکاری                           | سعید زمانی                    |                                   |
| ۲۹   | لحظهٔ شیرین          | علی زند وکیلی                 | علیرضا افکاری                           | گروه زند                      |                                   |
| ۳۰   | رفیق                | علی زند وکیلی                 | علیرضا افکاری                           | مسعود همایونی/بامداد امینی    |                                   |
| ۳۱   | رؤیای بی‌تکرار       | علی زند وکیلی                 | علی زند وکیلی، علیرضا افکاری، فراز حلمی | گروه زند                      |                                   |
| ۳۲   | شهر حسود            | علی زند وکیلی                 | علیرضا افکاری                           | اشکان آریا                    |                                   |
| ۳۳   | بر باد رفته         | علی زند وکیلی                 | علیرضا افکاری                           | اشکان آریا و وحید طاهرخانی    |                                   |
| ۳۴   | آخرین آواز          | علی زند وکیلی                 | علیرضا افکاری                           | آرمین رستگاری                 |                                   |
| ۳۵   | لحظه‌های عشق         | سعید شهروز                    | مهرداد نصرتی                            | رامین عبداللهی                |                                   |
| ۳۶   | چشم سیاه            | امیرعباس گلاب                 | بابک زرین                               | بهتاش زرین، حامد حسینی        | از آلبوم «قلّه»                    |
| ۳۷   | دوراهی              | امیرعباس گلاب                 | امیرعباس گلاب                           | پدرام آزاد                    |                                   |
| ۳۸   | نشد                 | امین بانی                     | امیر توسلی                              | امیر توسلی                    |                                   |
| ۳۹   | زیبای تماشایی       | امین بانی                     | امیر توسلی                              | امیر توسلی                    |                                   |
| ۴۰   | فال                 | امین بانی و محمدرضا علیمردانی | امیر توسلی                              | امیر توسلی                    | تیتراز برنامه دو نیمه ماه         |
| ۴۱   | تنها می‌مانم         | سالار عقیلی                   | فرید سعادتمند                           | فرید سعادتمند                 |                                   |
| ۴۲   | دیدار               | شهاب مظفری                    | شهاب مظفری                              | علی وانیار                    | تیتراژ سریال بوم و بانو           |
| ۴۳   | سقوط                | وحید تاج                      | امیرحسین فیضی                           | عماد نکویی                    |                                   |
| ۴۴   | وطنم                | حجت اشرف‌زاده                  | بهنام کریمی                             | امیرحسین اکبرشاهی             |                                   |
| ۴۵   | دلتنگ توأم          | حجت اشرف‌زاده                  | محمد محتشمی                             | محمد محتشمی                   |                                   |
| ۴۶   | زیر یک سقف          | بهنام صفوی                    | بهنام کریمی                             | بهنام کریمی                   |                                   |
| ۴۷   | الهی                | بهنام صفوی                    | مهرداد نصرتی                            | رامین عبداللهی                |                                   |
| ۴۸   | حواست نیست          | بهنام صفوی                    | بهنام صفوی                              | بهنام صفوی                    |                                   |
| ۴۹   | خوشبختی             | بهنام صفوی                    | بهنام صفوی                              | بهنام صفوی                    |                                   |
| ۵۰   | چه حال خوبیه        | بهنام صفوی                    | بهنام صفوی                              | معین راهبر                    |                                   |
| ۵۱   | کوچه                | کاوه یغمایی                   | کاوه یغمایی                             | کاوه یغمایی                   |                                   |
| ۵۲   | پشت بام تهران       | رضا صادقی                     | فرزین قره گزلو                          | فرزین قره گزلو                |                                   |
| ۵۳   | دنیا شلوغه          | رضا صادقی                     | مجتبی ابوالقاسم پور                     | محمدرضا رهنما                 |                                   |
| ۵۴   | با اینکه تنهایی     | محمد علیزاده                  | مهرداد نصرتی                            | شهاب اکبری                    |                                   |
| ۵۵   | نه                  | محمدرضا علیمردانی             | امیر توسلی                              | عابد بسطامی                   |                                   |
| ۵۶   | به من فرار کن       | محمدرضا علیمردانی             | امیر توسلی                              | امیر توسلی                    |                                   |
| ۵۷   | ای وای              | محمدرضا علیمردانی             | امیر توسلی                              | عابد بسطامی و امیر توسلی      |                                   |
| ۵۸   | بهترین خاطره        | محمدرضا علیمردانی             | مهدی زنگنه                              | مهدی زنگنه                    |                                   |
| ۵۹   | حواست نیست          | محمدرضا علیمردانی             | امیر توسلی                              | امیر توسلی                    |                                   |
| ۶۰   | جاندار              | محمدرضا علیمردانی، امین بانی  | امیر توسلی                              | امیر توسلی                    | تیتراژ فیلم سینمایی جاندار        |
| ۶۱   | شب‌های روشن          | نیما رئیسی                    | ویگن                                    | سینا زکایی                    |                                   |
| ۶۲   | گریه‌کن دختر         | اشکان خطیبی                   | امیر عظیمی                              | امیر عظیمی                    |                                   |
| ۶۳   | امسال سال ماست      | اشکان خطیبی                   | امیر عظیمی و اشکان خطیبی                | آرون حسینی                    |                                   |
| ۶۴   | پرده آخر            | اشکان خطیبی                   | -                                       | -                             |                                   |
| ۶۵   | پرواز روی بام تهران | کامران تفتی                   | بهنام جلیلیان                           | بهنام جلیلیان                 |                                   |
| ۶۶   | عاشقای جهان         | کامران تفتی                   | بهنام جلیلیان                           | بهنام جلیلیان                 |                                   |
| ۶۷   | آخرین دیدار         | کامران تفتی                   | بهنام جلیلیان                           | بهنام جلیلیان                 |                                   |
| ۶۸   | تصویر خنده          | کامران تفتی                   | امید جامع                               | هومن نامداری                  |                                   |
| ۶۹   | عید                 | کامران تفتی؛ رستاک حلاج       | رستاک حلاج                              | آبان حبیبی                    |                                   |
| ۷۰   | هوادار              | رستاک حلاج؛ اشکان دباغ        | رستاک حلاج                              | محمد فلاحی                    |                                   |
| ۷۱   | صبوری               | روزبه نعمت‌اللهی               | روزبه نعمت الهی                         | پیام قربانی                   |                                   |
| ۷۲   | خدانگهدار           | روزبه نعمت‌اللهی               | روزبه نعمت الهی                         | داریوش صالح پور و پیام قربانی |                                   |
| ۷۳   | نفس نفس             | روزبه نعمت‌اللهی               | روزبه نعمت الهی                         | پیام قربانی                   |                                   |
| ۷۴   | بدون تو             | روزبه نعمت‌اللهی               | روزبه نعمت الهی                         | پیام قربانی                   |                                   |
| ۷۵   | حداحافظ عزیزم       | روزبه نعمت‌اللهی               | روزبه نعمت الهی                         | پیام قربانی                   |                                   |
| ۷۶   | کجا بودی            | محسن چاوشی                    | محسن چاوشی                              | اشکان عرب                     | تیتراژ سریال نمایش خانگی خسوف     |
| ۷۷   | بی گناه             | علیرضا قربانی                 | آرمان موسی‌پور                           |                               | تیتراژ سریال نمایش خانگی بی گناه  |
| ۷۸   | چمدون               | روزبه نعمت‌اللهی               | علیرضا افکاری                           | بامداد امینی                  | تیتراژ سریال نمایش خانگی قهوه ترک |
| ۷۹   | پرواز قوها          | علیرضا قربانی                 | علیرضا افکاری                           | علیرضا افکاری                 | تیتراژ سریال نمایش خانگی تاسیان   |

## جوایز و افتخارات
او در پنج دوره جشنواره معتبر موسیقی‌ما در بخش بهترین ترانه‌سرای سال و بهترین ترانه سال نامزد دریافت جایزه شد و در دومین دوره جایزه ترانه افشین یداللهی جایزه بهترین ترانه‌سرای سال و بهترین ترانه تیتراژ را از آن خود کرد.